# 春日御影
春日御影是日本小说家。

## 作品

### 輕小說
- 《織田信奈的野望》
  - GA文库、2009年 - 未完、本編22巻+外伝8巻+短編3巻、青文出版社、安徽少年儿童出版社代理

- 《我的狐姬主人》
  - 富士見Fantasia文庫、2012－2014年，完結、全4巻。

- 《尤利西斯 貞德與鍊金騎士》
  - DASH X Bunko、2012年－2018年、全6卷、前日譚1巻。

- 《真·三國志妹》（真・三国志妹 俺の妹が刑道栄に転生するはずがない）
  - KADOKAWA、2018年－未完、既刊5卷。